# أبو الفتح الناصر الديلمي
أبو الفتح الناصر الديلمي (توفي في 1053) إمام للدولة الزيدية في اليمن حيث حكم من 1038 حتى 1053.

## من ديلامان إلى اليمن
أبي الفتح كان سيد ولكنه ليست عضوا في الأسرة الحاكمة من بني الرسي. تعود أصوله إلى زيد بن الحسن بن علي حفيد الخليفة علي. ولد ونشأ في ديلامان جنوب بحر قزوين حيث كان هناك أيضا جماعة الزيدية وبالتالي انتسب إلى هذه المدينة. وصل أبي الفتح إلى اليمن في 1038 أو ما بعده وادعى إمامة الزيدية. في 1046 قبل رجال قبائل حمدان له واستطاع اغتنام صعدة وصنعاء في العام نفسه. قرر الحاكم الجديد تنظيم المرتفعات اليمنية وتعيين المسؤولين وجمع ضرائب الأرض والزكاة. لإقامته الدائمة استقر في جبل شديد التحصين بالقرب من ذيبين. في 1047 خضعت مجموعات آخرى من المرتفعات لأبو الفتح بما فيهم الأمير جعفر شقيق الإمام المهدي الحسين وزعيم الطائفة الزيدية الحسينية.

## نصر الصليحية
ومع ذلك فإن سلطة الإمام على الأرض كانت مهزوزة. جعفر وزعيم قبيلة بن أبي حاشد سقطوا وبالتالي خسر صنعاء مرة أخرى. انسحب أبي الفتح إلى معقله في ذيبين حيث يقاتل جعفر. سلطاته قلت أمام سلالة الصليحية الشيعية الذي بدأ في التوسع في المرتفعات. كان أبي الفتح ينتقل من مكان إلى مكان وحاول الحصول على دعم من دولة المماليك في زبيد. في 1053 (أو في حساب آخر 1055) تغلبت القوات الصليحية على قوات الإمام في نجد الجاه وقتل مع 70 من اتباعه. دفن الإمام القتيل في ردمان في منطقة عنس وصار قبره في وقت لاحق مهوى الحجاج. ومن بين كتاباته تعليقان قرآنيان اثنان ومجموعة من الأجوبة على الأسئلة القانونية والدينية. يقال أن بعض وجهات نظر الدينية له أنه كان غريب الأطوار. من خلال تواجده في اليمن قد أثر على المذهب الزيدي والأدب من منطقة بحر قزوين.